# Treize-Septiers
Treize-Septiers [tʁɛz sɛptje] est une commune française située dans le département de la Vendée, en région Pays de la Loire.

## Géographie
Le territoire municipal de Treize-Septiers s'étend sur 2 236 hectares. L'altitude moyenne de la commune est de 71 mètres, avec des niveaux fluctuant entre 48 et 89 mètres,.

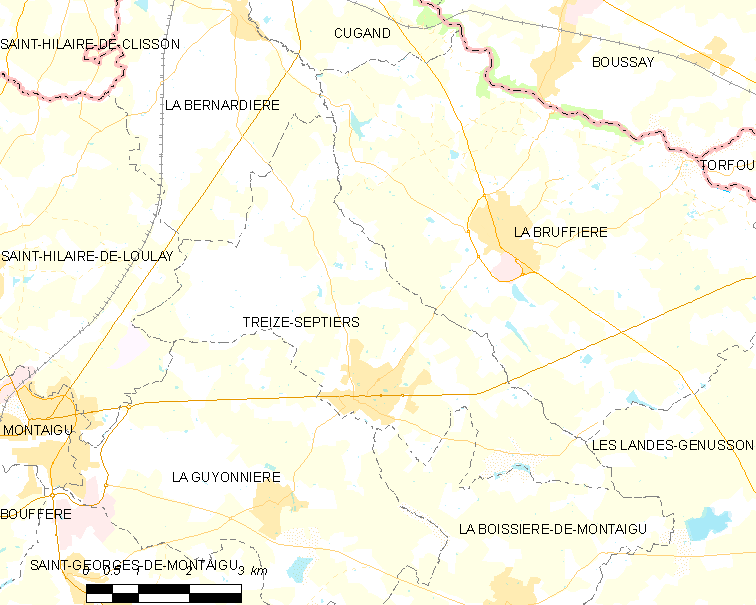
Carte de la commune.

Treize-Septiers est une commune rurale qui occupe une superficie de 21,84 km2 dans le haut bocage vendéen. Ses paysages sont une succession de champs entourés de haies. Elle repose sur un sol essentiellement granitique au sud du Massif armoricain, dont des affleurements sont visibles au nord du bourg. Son altitude va de 89 m à 48 m. La rivière Asson et le ruisseau Gournet longent la limite sud de la commune d'est en ouest, avant de se jeter dans la Maine à Montaigu, chef-lieu de canton. La rivière Mozelle longe la limite nord-est de la commune, avant de traverser le bourg voisin de la Bruffière et de se jeter dans la Sèvre nantaise. La commune se situe ainsi dans le bassin versant de cette rivière (et donc de la Loire) sur la ligne de partage des eaux entre Maine et Sèvre nantaise.
Treize-Septiers relève du canton de Montaigu. Elle est limitrophe des communes de Saint-Hilaire-de-Loulay à l'ouest, de la Bernardière au nord-ouest, de la Bruffière au nord-est, des Landes Génusson à la pointe est, de La Boissière-de-Montaigu au sud-est et de la Guyonnière au sud. Le bourg est très excentré, situé au sud de la commune à quelques centaines de mètres de la limite avec la Guyonnière.
Le bourg est traversé par la route D 753 entre Montaigu et Tiffauges (route reliant Saint-Jean-de-Monts à Cholet), par la D 62 entre la Bruffière et Chavagnes-en-Paillers, par la D 86 entre Saint-Georges-de-Montaigu et la Bernardière. Il est relié à Saint-Hilaire-de-Loulay par la D 93.
| La Bernardière                          | Cugand          | La Bruffière             |
| Saint-Hilaire-de-Loulay Montaigu-Vendée | Treize-Septiers | Les Landes-Genusson      |
| La Guyonnière Terres-de-Montaigu        |                 | La Boissière-de-Montaigu |

### Climat
Pour des articles plus généraux, voir Climat des Pays de la Loire et Climat de la Vendée.
En 2010, le climat de la commune est de type climat océanique altéré, selon une étude du CNRS s'appuyant sur une série de données couvrant la période 1971-2000. En 2020, Météo-France publie une typologie des climats de la France métropolitaine dans laquelle la commune est exposée à un climat océanique et est dans la région climatique  Bretagne orientale et méridionale, Pays nantais, Vendée, caractérisée par une faible pluviométrie en été et une bonne insolation. 
Pour la période 1971-2000, la température annuelle moyenne est de 11,9 °C, avec une amplitude thermique annuelle de 13,9 °C. Le cumul annuel moyen de précipitations est de 819 mm, avec 12,6 jours de précipitations en janvier et 6,4 jours en juillet. Pour la période 1991-2020, la température moyenne annuelle observée sur la station météorologique de Météo-France la plus proche, « St-Fulgent_sapc », sur la commune de Saint-Fulgent à 15 km à vol d'oiseau, est de 12,6 °C et le cumul annuel moyen de précipitations est de 815,9 mm,. Pour l'avenir, les paramètres climatiques de la commune estimés pour 2050 selon différents scénarios d'émission de gaz à effet de serre sont consultables sur un site dédié publié par Météo-France en novembre 2022.

## Urbanisme

### Typologie
Au 1er janvier 2024, Treize-Septiers est catégorisée bourg rural, selon la nouvelle grille communale de densité à sept niveaux définie par l'Insee en 2022.
Elle appartient à l'unité urbaine de Treize-Septiers, une unité urbaine monocommunale constituant une ville isolée,. Par ailleurs la commune fait partie de l'aire d'attraction de Montaigu-Vendée, dont elle est une commune de la couronne,. Cette aire, qui regroupe 8 communes, est catégorisée dans les aires de moins de 50 000 habitants,.

### Occupation des sols
L'occupation des sols de la commune, telle qu'elle ressort de la base de données européenne d’occupation biophysique des sols Corine Land Cover (CLC), est marquée par l'importance des territoires agricoles (91,7 % en 2018), en diminution par rapport à 1990 (95,6 %). La répartition détaillée en 2018 est la suivante :
terres arables (47,6 %), zones agricoles hétérogènes (25,8 %), prairies (18,3 %), zones urbanisées (5,5 %), zones industrielles ou commerciales et réseaux de communication (1,6 %), mines, décharges et chantiers (1,1 %). L'évolution de l’occupation des sols de la commune et de ses infrastructures peut être observée sur les différentes représentations cartographiques du territoire : la carte de Cassini (XVIIIe siècle), la carte d'état-major (1820-1866) et les cartes ou photos aériennes de l'IGN pour la période actuelle (1950 à aujourd'hui).

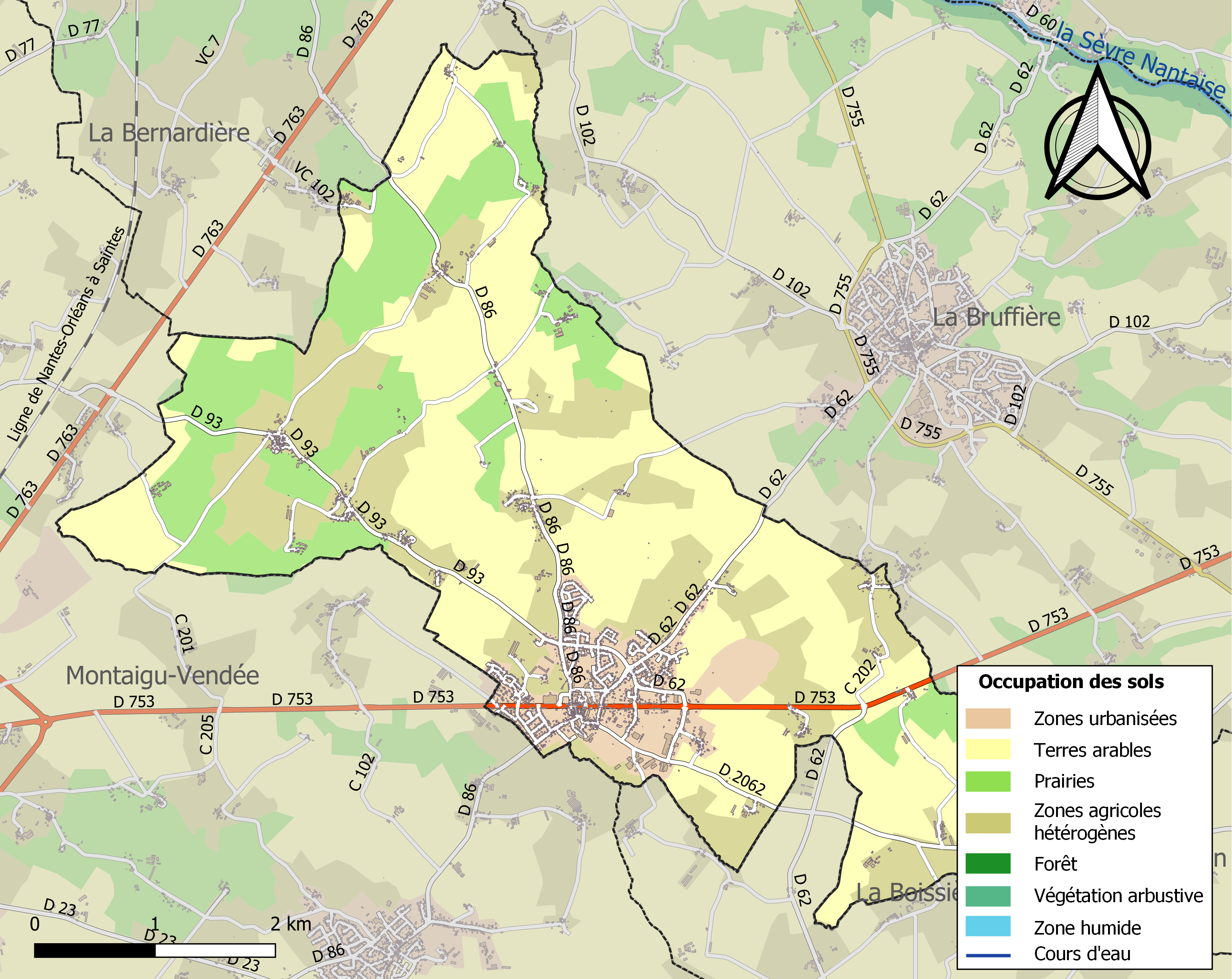
Carte des infrastructures et de l'occupation des sols de la commune en 2018 (CLC).

## Étymologie
La première mention de « Treize-Spetiers » est attribuée à Gauthier de Bruges, évêque de Poitiers de 1279 à 1306.
Selon les Chroniques paroissiales du diocèse de Luçon, on retrouve le nom de Treize-Septiers sous la forme latine  De Tredecim Sextariis  dans le Manuscrit de Luçon (1533-1534). Le setier (autrefois Septier ou Sextier), du latin Sextarius, est une ancienne mesure de grain ou de liquide qui variait selon les localités ; par exemple, le setier était de douze boisseaux et contenait 159 litres à Paris. Le setier de terre était la surface de terre labourable nécessaire pour y semer un setier de blé. « Le nom de Treize-Septiers vient-il de l'étendue territoriale ou d'une redevance en nature payée au Seigneur du lieu par les premiers habitants ? » Entre ces différentes conjectures, les historiens penchent pour la redevance.

## Histoire

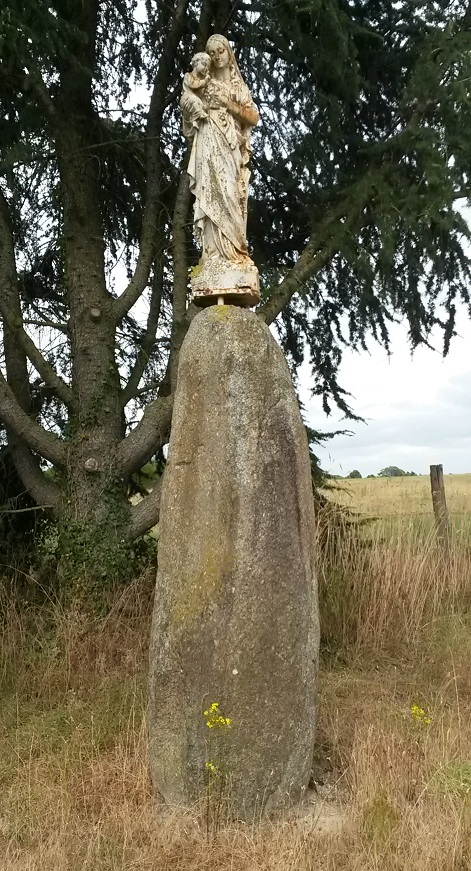
Statue de Vierge à l'Enfant sur un mégalithe rue du Menhir.

### Préhistoire
Des débris de polypiers, bryozoaires et éponges ainsi que des dents de Carcharodon Megalodon ont été trouvés dans des affleurements de la Mer des Faluns (Cénozoïque, ère débutant il y a 65 millions d'années) près du bourg, à la Jarrie et au Beau Rivage.
Un habitat sur pilotis au bord d'un lac devenu zone marécageuse près du bourg actuel est déduit de restes de nombreux bois taillés trouvés dans la tourbe mise à jour lors du creusement d'une réserve d'eau. Ont été mis au jour également des silex taillés (grattoirs), dont le plus ancien remonterait au Moustérien (environ 300 000 à 30 000 avant le présent).
Entre la Basse-Bourie et la Haute-Bourie, au Gui, on trouve de nombreuses roches de dimensions imposantes entassées dont quelques-unes plantées en terre et alignées vers 2 500 - 3 000 avant notre ère, tout près d'une source. Un mégalithe d'environ un mètre de haut, sur lequel a été fixée une statue de Vierge à l'Enfant, est situé dans la rue du Menhir (D 62) à l'est du bourg.

### Antiquité
Les Romains ont laissé quelques traces de leur passage : une voie gallo-romaine (actuellement enfouie 50 cm sous la terre), qui allait d’Angers à Saint-Gilles-Croix-de-Vie, passe à proximité du village de la Hinchère, une villa existait aux Godelinières.

### Moyen Âge
Lorsque furent fondés l'évêché et le diocèse de Luçon, en 1317, c'est au doyenné de Montaigu que fut rattachée la paroisse de Treize-Septiers.
Située sur la zone frontière entre le duché de Bretagne et le comté du Poitou, Treize-Septiers, comme les paroisses voisines de Saint-Hilaire-de-Loulay, La Guyonnière, La Boissière-de-Montaigu, Saint-Georges-de-Montaigu et Les Landes-Genusson, fit partie des Marches avantagères au Poitou sur la Bretagne, du Moyen Âge jusqu’à la Révolution française, dépendant ainsi des deux provinces du point de vue de la souveraineté et de la suzeraineté, mais dont seul le seigneur de la province dite « avantagère », en l’occurrence le Poitou, jouissait des droits de justice. Sous l’Ancien régime, Treize-Septiers relevait judiciairement de la sénéchaussée de Poitiers et militairement du gouvernement du Poitou.
Au XIVe siècle, le château des Ganuchères fut édifié à environ 2 km à l'ouest du bourg actuel. Jean Marin rend aveu des Ganuchères en 1437 et Nicolas Marin en 1473.

### XVIesiècle
En 1505, Julien De La Roche-Saint-André s'établit aux Ganuchères, à la suite d'un partage entre lui et ses deux frères, Jean et Vincent. En 1551, il rendait encore aveu des Ganuchères. De son union avec Jacquette de Lacour-Lagrise, il eut un fils unique, Pierre (qui fit don à l'église de Treize-Septiers d'une croix processionnelle), lequel épousa, en 1551, Catherine Régnon. Leur fils Gabriel prit part à la guerre de la Ligue, sous Henri III et Henri IV. En 1590, son château des Ganuchères fut pris et dévasté, et lui-même ruiné, puis emprisonné au château de Nantes. Les seigneurs des Ganuchères ont alors probablement cessé d'habiter leur château pour se réfugier à Montaigu. Il ne reste que quelques pans de murs du château.

### Guerres de Vendée

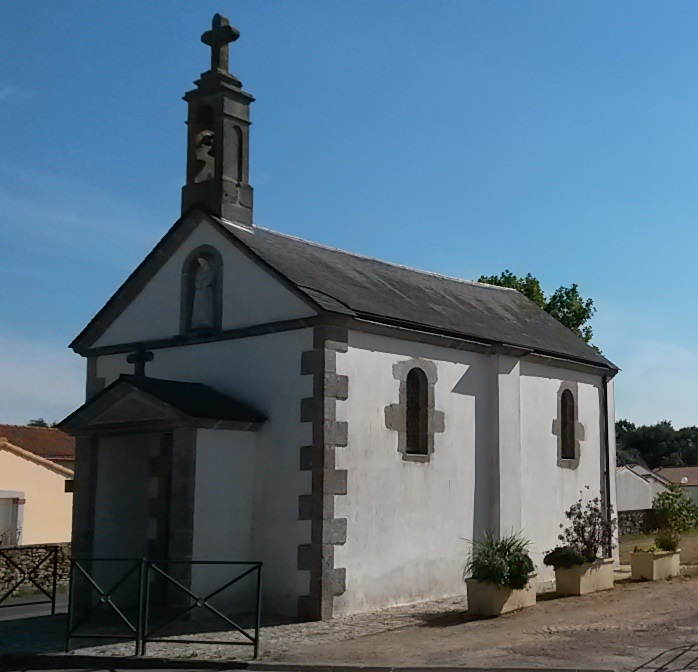
Chapelle de la Salette.

En mars 1793, Treize-Septiers entra dans l’insurrection vendéenne par la participation de ses habitants, mêlés à ceux des paroisses voisines, à la prise de Montaigu des mains des Républicains, jusqu'en septembre de la même année. À la suite de la reprise définitive de Montaigu par les Républicains le 30 septembre 1793, puis de Clisson le 1er octobre, l'Armée de Mayence, commandée par Kléber, rencontra le 6 octobre lors de la bataille de Treize-Septiers l'armée catholique et royale de d'Elbée et Bonchamps qu'elle défit. Le bourg, en particulier l'église et le presbytère, fut alors incendié, ainsi que les hameaux alentour, jusqu'à Saint Symphorien, qui était alors une paroisse indépendante.

### XIXesiècle
Au cours du XIXe siècle, la population vivait chichement des produits d'une terre ingrate. L'église fut remise en état pour que la messe puisse continuer à y être dite. Devenue trop étroite pour la population, une tribune y fut construite en 1828 ; l'église fut allongée de quatre mètres en 1851. En 1839, fut nommé curé de la paroisse François Barreau, qui y officia jusqu'à sa mort en 1883. Il supervisa l'érection de plusieurs monuments. En 1854, fut érigée dans le jardin du presbytère une chapelle dédiée à Notre-Dame de la Salette.

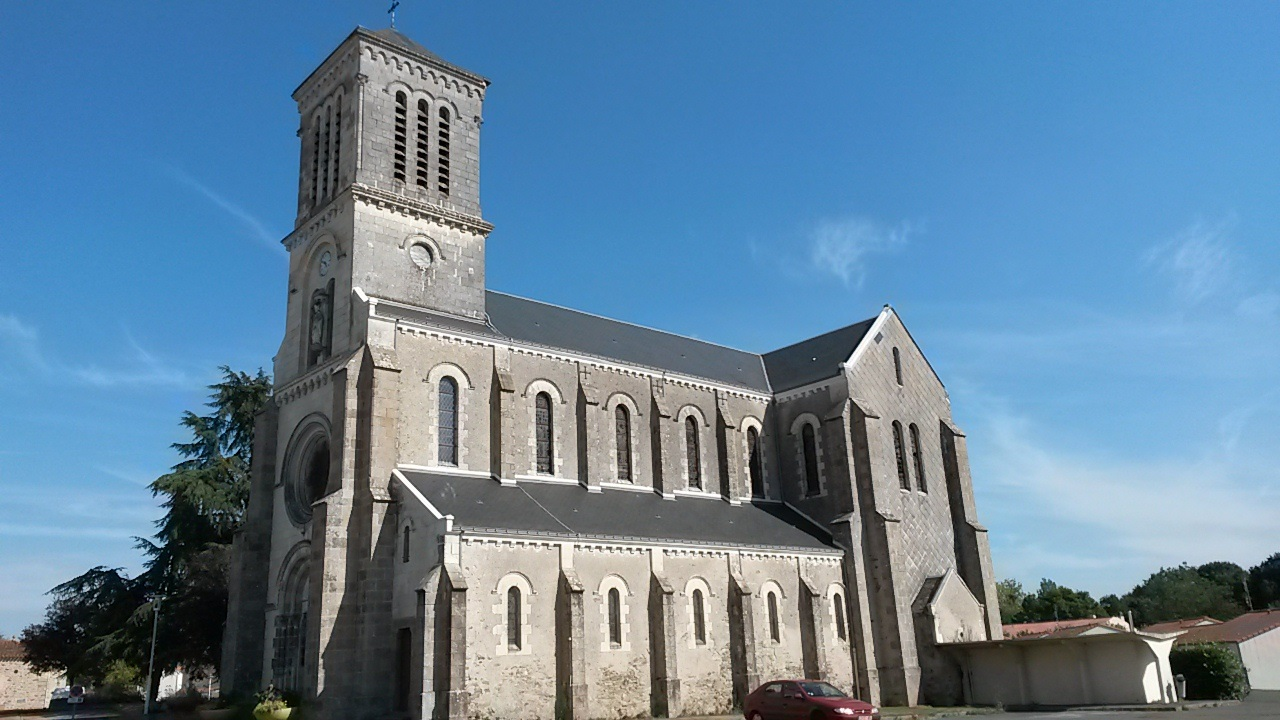
Église paroissiale, dédiée à Saint Martin.

L'église paroissiale fut, elle, finalement reconstruite de 1872 à 1873, conçue par deux architectes : M. Simon, de Cholet, pour la première partie ; et M. Méchineau, de Clisson, pour la seconde. L'entrepreneur chargé de l'exécution des plans fut M. Gautier, de Clisson.

### XXesiècle
L’essor économique commence avec l'implantation en 1920 par Ferdinand Jauffrineau d'une fabrique de chaussures (Ets Arima) qui a compté jusqu’à 460 salariés et dont l'activité sur la commune s'est arrêtée dans les années 1990. Une usine de meubles (Ets Chaudière puis Forège) a aussi marqué l'histoire économique de la commune, fondée en 1964, elle a fermé en mai 2013. Depuis quelques années, les activités industrielles se sont diversifiées : métallurgie, travail du verre, transports...

## Héraldique
| Blason | Blasonnement : Parti : au premier, de gueules au setier d'or cerclé de sable ; au second, de sinople à la gerbe de blé d'or ; le tout sommé d'un chef cousu d'azur chargé de trois tours d'argent, ouvertes du champ et maçonnées de sable. |

## Politique et administration

### Liste des maires
| Période         | Période         | Identité              | Étiquette         | Qualité |
| --------------- | --------------- | --------------------- | ----------------- | --- |
|                 | Décembre 1812   | Pierre Gouraud        |                   | |
| Janvier 1813    | Janvier 1818    | Pierre Gautier        |                   | |
| Janvier 1818    | Janvier 1820    | Pierre Albart         |                   | |
| Janvier 1820    | Octobre 1834    | René Guicheteau       |                   | |
| Octobre 1834    | Septembre 1838  | Pierre Hervouet       |                   | |
| Septembre 1838  | Décembre 1842   | Pierre Poiron         |                   | |
| Décembre 1842   | Décembre 1849   | Jean Richard          |                   | Décédé en cours de mandat |
| Décembre 1849   | Janvier 1850    | Augustin Ripoche      |                   | Adjoint faisant office de maire à la suite du décès de Jean RICHARD |
| Janvier 1850    | Septembre 1852  | Mathurin Bossard      |                   | |
| Septembre 1852  | Août 1870       | Jean Girard           |                   | |
| Août 1870       | Mai 1873        | Jean Potier           |                   | |
| Mai 1873        | Septembre 1880  | René Guicheteau       |                   | Décédé en cours de mandat |
| Septembre 1880  | Février 1881    | Henri Gauthier        |                   | Adjoint faisant office de maire à la suite du décès de René Guicheteau |
| Février 1881    | Mars 1882       | Jules Demangeat       |                   | |
| Mars 1882       | 28 février 1896 | Pierre Girard         |                   | Décédé en cours de mandat |
| 28 février 1896 | 8 mai 1904      | Vital Chauveau        |                   | Adjoint faisant office de maire à la suite du décès de Pierre GIRARD. Elu maire en 1896 et réélu en 1900 - 2 mandats.                                                                                     |
| 8 mai 1904      | 12 mai 1912     | Eugène Girardeau      |                   | Réélu en 1908 - 2 mandats. |
| 12 mai 1912     | 12 mai 1935     | René Guicheteau       |                   | Réélu en 1919, 1925 et 1929 - 4 mandats. |
| 12 mai 1935     | 13 mai 1945     | Ferdinand Jauffrineau |                   | Chef d'entreprise. 1 seul mandat, durant la 2de guerre mondiale. |
| 13 mai 1945     | 20 mars 1977    | Étienne Brochard      |                   | Négociant. Réélu en 1947, 1953, 1956, 1959, 1965 et 1971 - 6 mandats. |
| 20 mars 1977    | 13 mars 1983    | Joseph Jauffrineau    |                   | Chef d'entreprise. 1 seul mandat. |
| 13 mars 1983    | 16 mars 2008    | Michel Leboeuf        | RPR puis UMP      | Entrepreneur du bâtiment. Réélu en 1989, 1995 et 2001 - 4 mandats. |
| 16 mars 2008    | En cours        | Isabelle Rivière      | DVD puis UMP → LR | Cadre territorial Conseillère départementale de Montaigu (2015 → ) Vice-présidente du conseil départemental (2015 → ) Vice-présidente des Terres de Montaigu (2017 → ) Réélue en 2014et 2020 - 3e mandats |

### Jumelages
Treize-Septiers est jumelée avec  Cabana de Bergantiños (Espagne).

## Population et société

### Démographie

#### Évolution démographique
L'évolution du nombre d'habitants est connue à travers les recensements de la population effectués dans la commune depuis 1800. Pour les communes de moins de 10 000 habitants, une enquête de recensement portant sur toute la population est réalisée tous les cinq ans, les populations de référence des années intermédiaires étant quant à elles estimées par interpolation ou extrapolation. Pour la commune, le premier recensement exhaustif entrant dans le cadre du nouveau dispositif a été réalisé en 2004.

En 2022, la commune comptait 3 361 habitants, en évolution de +5,79 % par rapport à 2016 (Vendée : +5,33 %, France hors Mayotte : +2,11 %).
| 1800 | 1806 | 1821 | 1831 | 1836 | 1841  | 1846  | 1851  | 1856  |
| ---- | ---- | ---- | ---- | ---- | ----- | ----- | ----- | ----- |
| 320  | 811  | 943  | 996  | 951  | 1 041 | 1 058 | 1 102 | 1 161 |

| 1861  | 1866  | 1872  | 1876  | 1881  | 1886  | 1891  | 1896  | 1901  |
| ----- | ----- | ----- | ----- | ----- | ----- | ----- | ----- | ----- |
| 1 246 | 1 287 | 1 307 | 1 301 | 1 336 | 1 396 | 1 376 | 1 363 | 1 304 |

| 1906  | 1911  | 1921  | 1926  | 1931  | 1936  | 1946  | 1954  | 1962  |
| ----- | ----- | ----- | ----- | ----- | ----- | ----- | ----- | ----- |
| 1 278 | 1 267 | 1 072 | 1 106 | 1 137 | 1 138 | 1 133 | 1 107 | 1 294 |

| 1968  | 1975  | 1982  | 1990  | 1999  | 2004  | 2006  | 2009  | 2014  |
| ----- | ----- | ----- | ----- | ----- | ----- | ----- | ----- | ----- |
| 1 367 | 1 551 | 1 907 | 2 126 | 2 372 | 2 526 | 2 600 | 2 869 | 3 096 |

| 2019  | 2022  | - | - | - | - | - | - | - |
| ----- | ----- | - | - | - | - | - | - | - |
| 3 280 | 3 361 | - | - | - | - | - | - | - |

#### Pyramide des âges
En 2018, le taux de personnes d'un âge inférieur à 30 ans s'élève à 36,6 %, soit au-dessus de la moyenne départementale (31,6 %). À l'inverse, le taux de personnes d'âge supérieur à 60 ans est de 22,4 % la même année, alors qu'il est de 31,0 % au niveau départemental.
En 2018, la commune comptait 1 642 hommes pour 1 603 femmes, soit un taux de 50,60 % d'hommes, légèrement supérieur au taux départemental (48,84 %).
Les pyramides des âges de la commune et du département s'établissent comme suit.
| Hommes | Classe d’âge | Femmes |
| ------ | ------------ | ------ |
| 0,3    | 90 ou +      | 1,8    |
| 5,7    | 75-89 ans    | 8,4    |
| 14,8   | 60-74 ans    | 14,1   |
| 19,0   | 45-59 ans    | 21,5   |
| 21,1   | 30-44 ans    | 20,1   |
| 16,2   | 15-29 ans    | 14,1   |
| 22,8   | 0-14 ans     | 20,1   |

| Hommes | Classe d’âge | Femmes |
| ------ | ------------ | ------ |
| 0,8    | 90 ou +      | 2,2    |
| 8,7    | 75-89 ans    | 11,1   |
| 20,3   | 60-74 ans    | 21,3   |
| 20     | 45-59 ans    | 19,4   |
| 17,5   | 30-44 ans    | 16,8   |
| 15     | 15-29 ans    | 13,2   |
| 17,7   | 0-14 ans     | 16,1   |

## Lieux et monuments
- Église Saint-Martin-de-Tours.

## Personnalités liées à Treize-Septiers
- Famille de La Roche-Saint-André, Le membre le plus célèbre de la branche dite des Ganuchères fut incontestablement Gilles de la Roche Saint André nommé en 1667 chef d'escadre des armées royales.
- Vincent Ansquer, né à Treize-Septiers le 11 janvier 1925 et décédé le 31 mai 1987 à Levallois-Perret (Hauts-de-Seine). Fondateur du Prix national de l’art de Vivre. ministre du Commerce et de l’Artisanat de 1974 sous le gouvernement Chirac à 1976 puis ministre de la Qualité de la Vie de 1976 à 1977 sous le gouvernement Barre. A Treize-Septiers, une rue, la zone industrielle et le complexe sportif portent son nom.

## Pour approfondir